# Nowiny (osada w powiecie żnińskim)
Nowiny – osada pofolwarczna w Polsce położona w województwie kujawsko-pomorskim, w powiecie żnińskim, w gminie Żnin.
W latach 1975–1998 miejscowość administracyjnie należała do województwa bydgoskiego.